# José Antonio Romero
Pour les articles homonymes, voir Romero.
José Antonio Romero Morilla, né le 26 décembre 1959 à La Roda de Andalucía (province de Séville, Espagne), est un entraîneur espagnol de football. 

## Biographie
José Antonio Romero passe presque toute sa carrière d'entraîneur au Córdoba CF, en tant que responsable du football formateur.
En mars 2015, à la suite du limogeage de Miroslav Djukic, Romero devient l'entraîneur de l'équipe première qui lutte pour le maintien en D1. Il est ainsi le 67e entraîneur de l'histoire du club et le 12e à entraîner Córdoba en première division. Le 2 mai 2015, après la 35e journée de championnat (défaite 8 à 0 face au FC Barcelone), Córdoba CF est mathématiquement relégué en D2.

## Carrière d'entraineur
- mars 2015-2015 :  Cordoba CF